# Taneczna mania

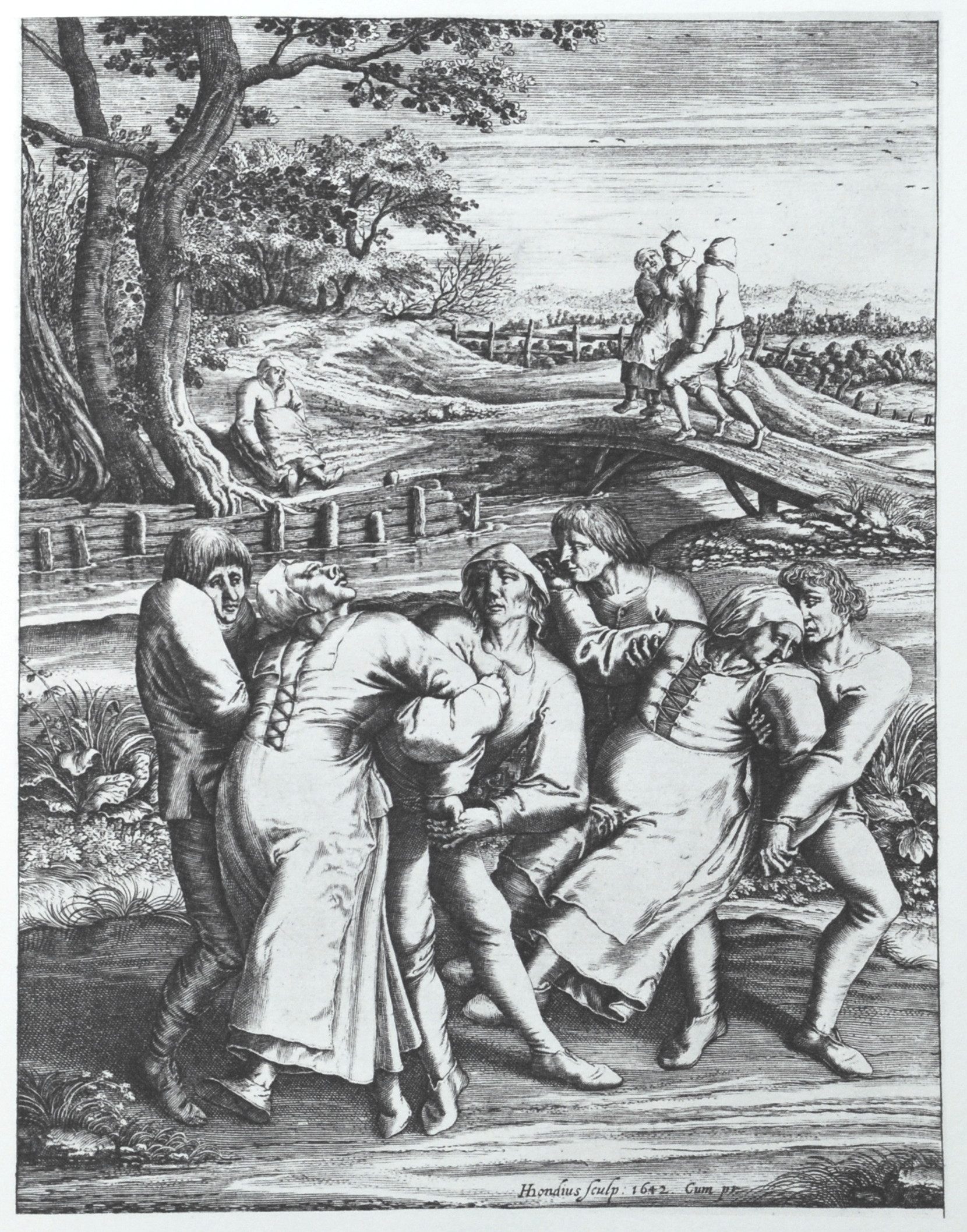
Taneczna mania podczas pielgrzymki do kościoła w Saint-Jans-Molenbeek. Grawer Hendricka Hondiusa (1642) na rysunku Pietera Bruegla Starszego (1564)

Taneczna mania, taneczna plaga, choreomania, taniec św. Jana, historycznie taniec św. Wita – społeczne zjawisko, które miało miejsce głównie w Europie pomiędzy XIV a XVII wiekiem. Polegało ono na gromadzeniu się grup niezrównoważonych tańczących ludzi, czasami liczących nawet setki osób równocześnie. Mania dotykała mężczyzn, kobiety i dzieci, którzy tańczyli aż do omdlenia ze zmęczenia. Jeden z pierwszych większych wybuchów tanecznej manii miał miejsce w Akwizgranie w 1374 w Świętym Cesarstwie Rzymskim i szybko rozprzestrzenił się po Europie. Jeden z bardziej znanych wybuchów plagi miał miejsce w Strasburgu w 1518 roku, również znajdującym się w Świętym Cesarstwie Rzymskim.
Taneczna mania nie była odizolowanym przypadkiem, w przeciągu kilku wieków dotknęła tysięcy ludzi w kilku krajach i była dobrze udokumentowana. Nie znano przyczyny tego zjawiska, a metody leczenia opierały się na zgadywaniu. Generalnie uważano, że muzycy powinni grać tańczącym, aby ustrzec ich przed manią – ale to rozwiązanie czasami odnosiło skutek odwrotny od zamierzonego, zachęcając kolejne osoby do przyłączenia się do szalonego tańca. Także wśród współczesnych naukowców nie ma zgody odnośnie do przyczyny epidemii tańca.
Zaproponowane wytłumaczenia wahają się od kryjących się za taneczną manią rytuałów religijnych, po niekontrolowany taniec wywołany potrzebą rozładowania stresu i oczyszczenia umysłu z myśli o biedzie tamtego okresu. Zjawisko to jest obecnie uważane za zbiorową chorobę psychogeniczną, w której bez znanej fizycznej przyczyny występują podobne symptomy fizyczne dotykające duże grupy osób.

## Definicja
Termin "taneczna mania" pochodzi od terminu „choreomania”, z greckiego choros (taniec) i mania (szaleństwo):133-4 i jest także znany jako „taneczna plaga”:125. Termin ten został stworzony przez Paracelsusa:126, a za przyczynę początkowo uważano przekleństwo zesłane przez świętego, zwykle uważano, że był nim św. Jan Chrzciciel:32 lub św. Wit. Z tego powodu zjawisko było znane także pod nazwami „taniec świętego Wita” oraz „taniec świętego Jana”. Ofiary tanecznej manii często kierowały się do miejsc kultu świętego:136 do którego modlono się w intencji zakończenia maniakalnego tańca:126. Przypadki tanecznej manii często pojawiały się w okresie święta św. Wita:201.
Taniec świętego Wita został zdiagnozowany w XVII wieku jako pląsawica Sydenhama. Taneczna mania była także znana jako epidemiczna pląsawica:126 oraz epidemiczny taniec. Choroba układu nerwowego, pląsawica charakteryzuje się objawami podobnymi do tych występujących u dotkniętych taneczną manią:134, którą dość nieprzekonująco uznano za formę epilepsji:32. Naukowcy opisali choreomanię jako „zbiorową chorobę psychiczną”, „zbiorową histerię” oraz „zbiorowe szaleństwo”:136.

## Wybuchy tanecznej manii
Najwcześniejszy znany przypadek wybuchu tanecznej plagi nastąpił w VII wieku, a kolejne przypadki powtarzały się w Europie aż do około XVII wieku, kiedy to epidemia gwałtownie ustała:132. Jeden z najwcześniejszych znanych przypadków miał miejsce po 1020 roku w Bernburg, gdzie 18 chłopów zaczęło śpiewać i tańczyć wokół kościoła, zakłócając tym samym obchody Wigilii Bożego Narodzenia:202.
Kolejne wybuchy tanecznej manii miały miejsce w XIII wieku, w tym jeden w 1237 roku, kiedy to duża grupa dzieci przemieściła się z Erfurt do Arnstadt skacząc i tańcząc przez całą drogę:201 niczym w legendzie o szczurołapie z Hameln. Kolejny incydent choreomanii w 1278 roku objął około 200 osób tańczących na moście nad rzeką Mozą w Niemczech, w wyniku czego most się zawalił. Wielu rannych zostało przywróconych do zdrowia w pobliskiej kaplicy świętego Wita:134. Pierwsza duża epidemia tanecznej manii nastąpiła pomiędzy rokiem 1373 a 1374, której przypadki odnotowano na terenie Anglii, Niemczech i Holandii:33.
24 czerwca 1374 roku w Akwizgranie (Niemcy) rozpoczął się jeden z największych wybuchów choreomanii:126, który następnie rozprzestrzenił się do innych regionów, jak: Kolonia, Flandria, Frankonia, Hrabstwo Hainaut, Metz, Strasburg, Tongeren, Utrecht:33 oraz do Włoch i Luksemburga. Kolejne wybuchy epidemii miały miejsce w latach 1375 oraz 1376 we Francji, Niemczech i Holandii:138 oraz w roku 1381 w Augsburgu:33. Następnie wybuchy tanecznej manii miały miejsce w Strasburgu w 1418 roku, gdzie ludzie świętowali od kilku dni i wybuch choreomanii mógł być wywołany zmęczeniem:137 oraz w 1428 w Szafuzie, gdzie mnich zatańczył się na śmierć i w tym samym roku w Zurychu, gdzie grupa kobiet uległa tanecznemu szałowi.
Kolejny większy wybuch tanecznej plagi miał miejsce w lipcu 1518 roku w Strasburgu, gdzie kobieta zwana Frau Troffea zaczęła tańczyć na ulicy. W przeciągu czterech dni dołączyły do niej 33 osoby, a po miesiącu ogarniętych manią było już 400 osób, spośród których wielu zmarło w wyniku ataków serca:33. Następne incydenty miały miejsce wielokrotnie w XVI wieku. Epidemia tanecznej manii była w swoim szczytowym etapie: w 1536 roku w Bazylei dotknęła grupy dzieci, w 1551 w Anhalt jednego mężczyznę:37. W XVII wieku przypadki powtarzającej się tanecznej manii zostały opisane przez profesora medycyny Gregora Horsta, który zauważył:39:

Kilka kobiet, które corocznie odwiedzają kaplicę św. Wita w Drefelhausen... tańczą szaleńczo cały dzień i całą noc, aż omdleją w ekstazie. W ten sposób znów dochodzą do siebie i niewiele lub nic nie czują, aż do następnego maja, kiedy to znów są... zmuszane w okolicach dnia św. Wita, aby się udać w to miejsce... Mówi się, że jedna z tych kobiet tańczy co roku od dwudziestu dwóch lat, a kolejna od pełnych trzydziestu dwóch.

Taneczna mania najwidoczniej kompletnie zanikła w połowie XVII wieku:46. Według Johna Walkera, pomimo że liczne przypadki zostały opisane, to najlepiej udokumentowane przypadki wybuchów tanecznej manii miały miejsce w latach 1374 oraz 1518, o których wystąpieniu istnieje współcześnie obfita dokumentacja.

## Charakterystyka
Wybuchy tanecznej manii różniły się pomiędzy sobą, ale odnotowanych zostało kilka cech charakterystycznych: zwykle występowały w okresach niedostatku:136, uczestniczyło w nich do dziesiątek tysięcy ludzi, tańczących równocześnie przez godziny,:133, dni, tygodnie, a nawet miesiące:132.
Kobiety często były opisywane przez współczesną literaturę jako typowe uczestniczki tanecznej manii, ale źródła z tamtego okresu sugerują coś innego:139. Czy tańce były spontaniczne, czy zorganizowane jest przedmiotem dyskusji:138, ale pewnym jest natomiast, że tancerze wyglądali jakby znajdowali się w stanie nieświadomości:201, niezdolni do kontrolowania swoich ciał:136.
Dotknięci taneczną manią często nie byli mieszkańcami miejsca, gdzie odbywały się tańce. Dotknięci choreomanią podróżowali z miejsca na miejsce, gdzie po drodze dołączali do nich kolejni. Przynosili oni ze sobą zwyczaje i zachowania nieznane lokalnym mieszkańcom:137. Opisano ich jako noszących "dziwne, kolorowe stroje", "trzymających drewniane kijki":132 oraz czasami dekorujących swoje włosy wiankami:201.
Nie wszystkie wybuchy tanecznej manii były spokojne i nie we wszystkich brali udział obcokrajowcy. Niektórzy dotknięci taneczną plagą „paradowali wokół nago”:132 i wykonywali „obsceniczne gesty”:133. Niektórzy nawet uprawiali seks:136. Inni zachowywali się jak zwierzęta:133 i skakali:32-33.
Mieli trudności ze skończeniem tańca, a niektórzy tańczyli aż do połamania żeber i śmierci:32. Podczas tańca tancerze krzyczeli, śmiali się, płakali:132 lub śpiewali:60. Obserwujący taneczną manię, którzy odmówili przyłączenia się do tańca byli czasami traktowani brutalnie:139. Dotknięci manią przejawiali dziwne reakcje na kolor czerwony, w zależności od źródła: „w ogóle nie byli w stanie widzieć koloru czerwonego”:32 lub „nie byli w stanie znieść... koloru czerwonego, często stając się agresywnymi na jego widok”. Tańczący także „nie byli w stanie znieść butów w szpic” i lubili być bici po stopach:133. Cierpieli także na różne dolegliwości, takie jak: bóle klatki piersiowej, konwulsje, halucynacje, hiperwentylację:136, ataki epilepsji:126 oraz wizje:71. Mania zwykle kończyła się opadnięciem z sił:126, ale opisano także przypadki tancerzy, którzy w efekcie pogrążyli się w stanie ekstazy:39. Zwykle choreomania była zaraźliwa, ale najczęściej obejmowała swoim zasięgiem niewielkie grupy osób, takie jak rodziny i pojedyncze jednostki:37–8.

## Tarantyzm
Podobnym zjawiskiem występującym we Włoszech był tarantyzm, w którym histeryczną reakcję wywoływało ugryzienie tarantuli lub skorpiona. Pierwszy znany przypadek miał miejsce w XIII wieku, a jedyne znane lekarstwo stanowił taniec do konkretnego rodzaju muzyki w celu oddzielenia jadu od krwi:133. Zjawisko miało miejsce tylko w miesiącach letnich i podobnie jak w przypadku choreomanii, ludzie nagle zaczynali tańczyć, czasem pod wpływem ukąszenia. Do tańczącego dołączali kolejni, wierząc że jad z ich starych ukąszeń został reaktywowany przez gorąco muzyki:134. Przy wtórze muzyki tańczono taniec zwany tarantela, co miało wyleczyć ofiarę (przynajmniej tymczasowo):135.
Niektórzy uczestniczyli w dalszych czynnościach, takich jak związywanie się pędami winorośli i okładanie siebie nawzajem, udawanie walki na miecze, picie dużych ilości wina i skakanie do morza. Dotknięte osoby zwykle cierpiały na objawy podobne do dotkniętych taneczną manią, takie jak: bóle głowy, drgawki, drżenie i wizje:134.
Zaobserwowano, że uczestnicy tańców nie lubili koloru czarnego:133, a najczęstszymi ofiarami tarantyzmu według relacji były kobiety:136. W przeciwieństwie do tanecznej manii, tarantyzm był ograniczony jedynie do obszaru Włoch i południowej Europy. Zjawisko było popularne do XVII wieku, ale zakończyło się gwałtownie, z jedynie niezbyt licznymi przypadkami aż do roku 1959:134.
Badanie zjawiska ujawniło, że większość przypadków tarantyzmu było niezwiązanych z ugryzieniami pająków. Wielu uczestników przyznało, że nie zostali ugryzieni, ale wierzyli że zostali zainfekowani przez osobę, która została ugryziona lub w wyniku dotknięcia pająka. W rezultacie pojawiła się zbiorowa panika, z „lekarstwem”, które pozwoliło ludziom na zachowanie się w sposób, który był w normalnej sytuacji zabroniony w tamtych czasach:135. Pomimo różnic, tarantyzm i taneczna mania są często uważane za to samo zjawisko:134.

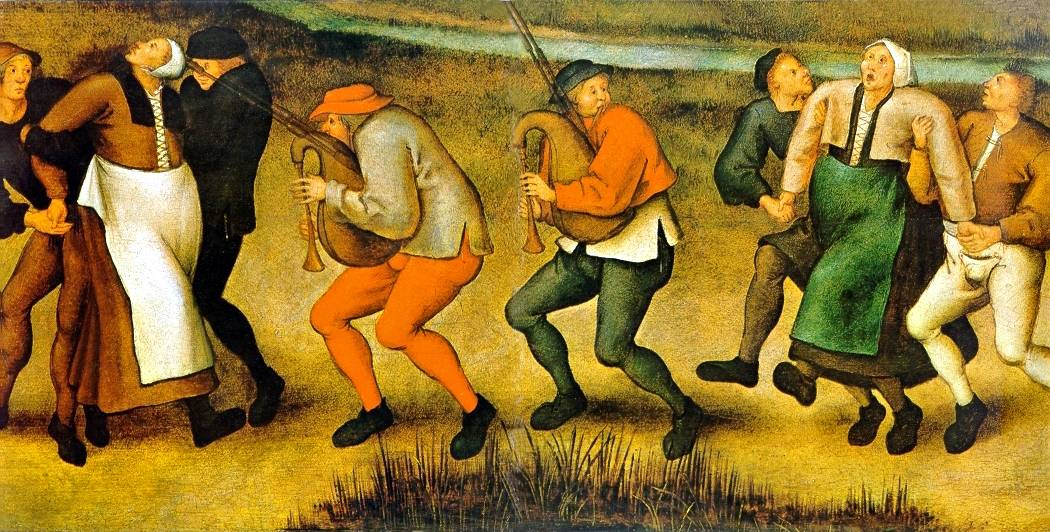
Muzyka grana podczas tanecznej manii uważana była za skuteczne lekarstwo. Obraz autorstwa Pietera Brueghela młodszego

## Reakcje na zjawisko
Przyczyna wywołująca taneczną manię była nieznana i większość prób leczenia dotkniętych tą przypadłością opierała się na zgadywaniu. Pomimo to, niektóre ze stosowanych form leczenia przynosiły pozytywne efekty. Wybuch tanecznej manii w 1374 roku miał miejsce jedynie kilkadziesiąt lat po epidemii czarnej śmierci, a podjęte leczenie przypominało metody leczenia stosowane podczas poprzedniej epidemii: izolacja chorych oraz w niektórych przypadkach egzorcyzmy:70. Ludzie uważali, że choreomania była wywołana klątwą rzuconą przez św. Wita, w związku z czym leczenie polegało na modlitwie:126 i pielgrzymowaniu do miejsc poświęconych kultowi św. Wita:34. Modlono się także do św. Jana Chrzciciela, który jak niektórzy wierzyli, wywołał taneczną plagę:32. Inni uważali, że zostali opętani przez demony:136 lub szatana. Z tego powodu często odprawiano egzorcyzmy nad tancerzami:60. Często także grano muzykę podczas tańców ogarniętych manią, jako że uważano ją za skuteczne lekarstwo:136. Podczas niektórych wybuchów tanecznej plagi nawet zatrudniano muzyków, aby wtórowali swoim graniem tańczącym:139. Niestety muzyka oraz budowane czasami dla chorych specjalne miejsca do tańczenia tylko zachęcały kolejnych do przyłączenia się do tańca, co jedynie pogarszało sytuację:35.

## Hipotezy
Zaproponowano wiele wytłumaczeń zjawiska tanecznej manii, ale nie udało się wyjaśnić, czy wywoływała ją rzeczywista choroba, czy raczej była ona zjawiskiem społecznym. Jedna z najbardziej znanych teorii mówi, że ofiary cierpiały na zatrucie sporyszem zbożowym, znanym w średniowieczu pod nazwą Ogień Świętego Antoniego. Podczas powodzi i okresów wilgotnych sporysz miał dobre warunki do wzrostu, porażając żyto oraz inne zboża. Ergotyzm może powodować halucynacje i konwulsje, ale nie można przypisywać jego działaniu dziwnego zachowania obserwowanego u ludzi dotkniętych taneczną manią:140:126:43.
Inna hipoteza wyjaśniająca zjawisko mówi, że symptomy towarzyszące choreomanii były podobne do symptomów towarzyszących zapaleniu mózgu, epilepsji i tyfusowi, ale podobnie jak w przypadku ergotyzmu, nie można im przypisać odpowiedzialności za wszystkie objawy występujące u chorych:126. Liczne źródła podają jako możliwe przyczyny tanecznej manii i tarantyzmu: stres i napięcie wywołane przez naturalne kataklizmy występujące w tamtym okresie, takie jak powodzie i zarazy:43:72. Hetherington i Munro opisują taneczną manię jako rezultat „współdzielonego społecznie stresu”:73. Według tej teorii ludzie tańczyli, aby ulżyć sobie w stresie i biedzie:72, a w wyniku tańca wpadali w ekstatyczny trans i doznawali wizji.
Inna popularna hipoteza głosi, że wszystkie wybuchy tanecznej manii były zaaranżowane:71, a zachowanie tańczących było uważane za dziwne, ze względu na jego niecodzienność:137. Przyczyną kryjącą się za taneczną manią mogły być kulty religijne, nakazujące organizowania tańców w zgodzie z rytuałami odprawianymi w starożytnej Grecji i Rzymie:136-7.  Pomimo zakazu, takie rytuały mogły być odprawiane pod pozorem tanecznej manii:140.
Justus Hecker, XIX-wieczny niemiecki lekarz opisał zjawisko jako pewien rodzaj festiwalu, podczas którego dokonywano „spalenia Nodfyra”. W ramach rytuału skakano przez ogień oraz dym w celu odpędzenia choroby. Uczestnicy rytuału często kontynuowali skoki nawet po wygaśnięciu ognia:139.
Pewnym jest natomiast, że wielu dotkniętych taneczną manią było niezrównoważonych psychicznie:136, ale prawdopodobnie część uczestników przyłączała się do tańca ze strachu lub chęci naśladowania pozostałych:43. Źródła zgadzają się, że choreomania była jedną z najwcześniej odnotowanych form zbiorowej histerii:135:73 i opisują ją jako „psychiczną epidemię” z wieloma możliwymi przyczynami, które mogły złożyć się na zachowanie dotkniętych manią:43. Wybuchy tanecznej plagi mogły być kulturo-zależnym zaburzeniem psychicznym wywołanym trudnościami bytowymi, powstałym w efekcie głęboko zakorzenionych wierzeń ludowych – zwłaszcza dotyczących złych duchów zdolnych do rzucenia „tanecznej klątwy”, aby ukarać swoje ofiary.